# علاء الدالي
علاء الدين ياسين دالي (مواليد 3 يناير 1997) هو لاعب كرة قدم سوري يجيد اللعب كمهاجم يلعب حالياً لصالح النادي العربي الكويتي ومنتخب سوريا الأول.

## المسيرة الإحترافية
لعب مع نادي النواعير من عام 2015 و في عام 2018 إنتقل إلى نادي قطر و أعاره قطر إلى نادي أمانة بغداد في نفس العام من أجل اكتساب الخبرة و انتقل إلى نادي تشرين في صيف 2019 و انتقل إلى النادي العربي الكويتي مطلع عام 2021.